# Raketa nosilka
Raketa nosilka oz. nosilna raketa je raketa, ki ponese uporaben tovor z zemeljskega površja v vesoljski prostor. Njeni glavni sestavni deli so raketni motor, velik rezervoar za gorivo in prostor za tovor, ki je običajno na vrhu rakete. Uporaba raket nosilk je trenutno edini uporaben način premagovanja Zemljine težnosti in doseganja vesoljskega prostora za vesoljske polete. Večina sodobnih raket je za enkratno uporabo in sestavljenih iz več stopenj, ki po dosegu določene višine odpadejo ter zgorijo med padanjem skozi ozračje nazaj proti površju.
Ameriški raketoplan Space Shuttle in ruski Buran sta bila del nosilnega sistema, ki se je po odpravi vrnil na izstrelišče in ga je bilo moč ponovno uporabiti, pri čemer pa so večino potiska za vzlet zagotavljali motorji na trdo gorivo za enkratno uporabo. Zdaj sta oba sistema upokojena. Drugačen sistem so razvili pri ameriškem zasebnem podjetju SpaceX, kjer so dosegli navpičen pristanek navpično izstreljene (VTVL) prve stopnje rakete Falcon 9.

## Delitev
Rakete nosilke se delijo po največji masi tovora, ki so ga sposobne dostaviti v nizkozemeljsko orbito:
- nanonosilna raketa: do nekaj deset kg tovora
- lahka nosilna raketa: do 2.000 kg (4.400 lb) tovora
- srednja nosilna raketa: 2.000 do 20.000 kg (4.400 do 44.100 lb) tovora
- težka nosilna raketa: 20.000 do 50.000 kg (44.000 do 110.000 lb) tovora
- supertežka nosilna raketa: več kot 50.000 kg (110.000 lb) tovora